# Пневматична підвіска

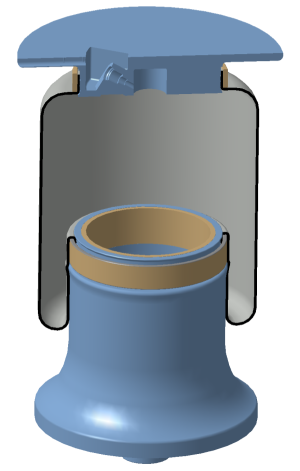
Пневмобалон

Пневматична підвіска — підвіска коліс транспортного засобу, в якій функцію пружних елементів виконують накачані повітрям пневмобалон з прогумованого матеріалу. Обов'язковим елементом пристрою такої підвіски є загальна для всіх демпферів пневмосистема, що складається з компресора, ресиверів, клапанів, датчиків рівня, а також трубопроводів подачі повітря до кожного демпфера. На транспортних засобах може виконувати роль єдиної системи демпфування, так і працювати в парі з традиційними системами (ресорної, пружинної, торсійної). Не виконує функцію гасіння коливань та вимагає обов'язкового поєднання з амортизаторами. Не впливає на кінематику підвіски і може комбінуватися практично з будь-яким типом незалежної та залежної підвісок. Може застосовуватись на будь-яких транспортних засобах, від легкових автомобілів до залізничного рухомого складу. Дозволяє змінювати дорожній просвіт між кузовом або рамою та поверхнею дороги, а також витримувати його незмінне значення незалежно від навантаження, що особливо цінно на транспортних засобах із кратною різницею між спорядженою та повною масами (наприклад, на автобусах та сідлових тягачах).